# Emil Clade
Emil Josef Clade (26 de febrero de 1916 - mayo de 2010) fue un as de la Luftwaffe durante la Segunda Guerra Mundial, y una figura relavante de la aviación civil alemana después de la guerra. Nació en Hambach, que ahora forma parte de Neustadt an der Weinstraße en Renania-Palatinado. 
Se preparó para hacerse comerciante pero entró por primera vez en contacto con la aviación en 1934 y sacó la licencia de piloto de planeador, participando en la Competición nacional alemana de aviación civil antes de incorporarse a la Luftwaffe en abril de 1937. Inicialmente consiguió la certificación para volar el avión de transporte y bombardeo Junkers Ju 52, pero pronto pudo trasladarse y hacerse piloto de caza.

## Segunda Guerra Mundial
Clade consiguió su primer derribo el 11 de mayo de 1940 cerca de Maastricht, estando adscrito al 1./JG 1. Fue un biplano Gloster Gladiator de la Fuerza Aérea Belga. En la tarde de ese mismo día, derribó un bombardero bimotor francés Leo 451, también en la zona de Maastricht. En este momento ya pilotaba un Messerschmitt Bf 109, que sería el tipo de avión que pilotaría durante toda la guerra. 
En marzo de 1941, Clade es nombrado instructor del Jagdgeschwader 27 al que habían transferido el 1./JG 1, permaneciendo en esa unidad de cazas durante todo el tiempo que duró la guerra.
Clade fue trasladado al teatro de guerra del Mediterráneo con su unidad, el 5./JG 27, y operaron desde bases del norte de África. El 7 de agosto de 1942, siendo sargento primero, protagonizó un combate que afectó al rumbo de la campaña de África aunque él lo desconociese en ese momento. Ese día volaba sobre el desierto al sur de Alejandría, en Egipto, cuando por casualidad descubrió un avión de transporte Bristol Bombay perteneciente al Escuadrón Nº 216 RAF y que era pilotado por el sargento de 18 años Jimmy James. Llevaba como pasajero al Teniente General William Gott que acababa de ser nombrado Comandante del VIII Ejército británico. Clade atacó al avión de Gott, y sus impactos le obligaron a realizar un aterrizaje forzoso en el desierto. A continuación Bernd Schneider, miembro del escuadrón de Clade, lanzó un ataque en vuelo rasante contra el Bristol Bombay matando a Gott y a la mayoría de las personas que había en el avión y que no habían podido salir de él. En marzo de 2005, Clade, de 89 años de edad y el piloto del avión destruido, Jimmy James de 81 años, tuvieron un emotivo encuentro en Bonn en el transcurso del cual compararon sus recuerdos. En sustitución de Gott fue nombrado comandante del 8º ejército Bernard Law Montgomery.
Estando aún estacionado en Egipto, Clade consiguió su 10º derribo el 5 de julio de 1942 cuando abatió un Spitfire de la RAF en un combate cerca de El-Daba. Ascendido a teniente y con 17 victorias en su haber, Clade fue nombrado Staffelkapitän (comandante de escuadrón) del 7./JG 27 el 23 de mayo de 1943. Desde 1944 en adelante pilotó un Bf 109 G/R-9 ( "9 blanco"). En febrero de 1945, fue ascendido a teniente primero actuando como Gruppenkommandeur (comandante de grupo) del III./JG 27. Al terminar la guerra tenía el grado de capitán y junto con su gran compañero de escuadrón, el mayor Peter Werfft, disolvió los restos de su unidad cerca de Saalbach entre el 3 y el 8 de mayo de 1945, siendo hecho prisionero de guerra por las tropas de los Estados Unidos.
Clade fue derribado seis veces, una de ellas el 5 de octubre de 1943; en la misión en que fue abatido consiguió su victoria número 18. Otra vez lo derribaron el 26 de noviembre de 1944, y otra más el 25 de febrero de 1945 (inmediatamente después de conseguir su derribo número 27, que fue el último que logró). Recibió graves heridas en un ataque de la Resistencia francesa a la base en la que estaba su unidad cerca de Aviñón el 16 de febrero de 1944. En sus memorias hizo hincapié en lo afortunado que había sido en realidad por haber sobrevivido a todos los tumultuosos sucesos de la guerra.

## Después de la guerra
Según su propia versión, Clade sobrevivió haciendo trabajos menores después de su liberación. Intentó hacerse piloto civil en 1956, presentándose en la recién reaparecida Lufthansa, pero fue rechazado porque superaba en dos años el límite de edad. Sin embargo, continuó como un aviador, obtuvo el éxito en varios concursos alemanes y ayudó a la creación de asociaciones locales de aviación. 
Clade celebró su 90.º aniversario en 2006.

## Condecoraciones
- Cruz de hierro de 1.ª clase
- Cruz Alemana en oro